# 中央ツーリスト
株式会社中央ツーリスト（CHUOH TOURIST CO.,LTD）は、沖縄県内にて営業展開している日本の旅行会社。

## 概要
創業は1974年で、2022年4月時点では沖縄県内に5店舗を展開している。コロナ禍前までは沖縄県内の多くのイオンショッピングモール内に店舗展開していた。
沖縄本島内3店舗（那覇市、豊見城市）、宮古島市、石垣市に所在する店舗での店頭販売のほか、公式サイト、ホテル予約サイト、レンタカー予約サイトを通じて各種旅行商品の販売を行っている。
店舗の電話番号や公式ウェブサイト、沖縄県内で放映されるラジオ・テレビＣＭにおいて「5454」の数字や「ごしごし」のフレーズを広く用いている。
旅行業としては初となる24時間営業の店舗（イオンタウン豊見城店）や、ドライブスルー併設型の店舗（南ぬ島石垣店）も運営していた。

## 営業中の店舗
- 本店：沖縄県那覇市古波蔵1-5-1
- イオン那覇店：沖縄県那覇市金城5-10-2（イオン那覇ショッピングセンター3階）
- イーアス沖縄豊崎店：沖縄県豊見城市豊崎3番35（iias沖縄豊崎1階）
- 宮古島店：沖縄県宮古島市平良字松原551-14（イオンタウン宮古南ショッピングセンター内）
- 南ぬ島石垣店：沖縄県石垣市真栄里289-1（※店舗名の「南ぬ島」は「ぱいぬしま」と読む）

## 撤退した店舗

### 商業施設内の店舗
| 店名                       | 閉店日     | 所在地               | 備考 |
| -------------------------- | ---------- | -------------------- | --- |
| マックスバリュ宮古西里店   | 2012年4月  | 沖縄県宮古島市       | イオンタウン宮古内、※沖縄本島中部エリアの店舗をイオン具志川店へ統合                                     |
| ジャスコ北谷店             | 2012年4月  | 沖縄県中頭郡北谷町   | ※沖縄本島中部エリアの店舗をイオン具志川店へ統合                                                         |
| イオンタウン南城大里店     | 2014年12月 | 沖縄県南城市         | イオンタウン南城大里内                                                                                  |
| イオンタウン安謝店         | 2014年12月 | 沖縄県那覇市         | イオンタウン安謝内                                                                                      |
| イオン具志川店             | 2015年3月  | 沖縄県うるま市       | イオン具志川ショッピングセンター内、※沖縄本島中部エリアの店舗をイオンモール沖縄ライカムへ移転           |
| イオンタウン豊見城店       | 2020年2月  | 沖縄県豊見城市       | イオンタウン豊見城内、※沖縄本島南部エリアの店舗をイーアス沖縄豊崎へ移転。オープン当初は24時間営業を実施 |
| イオン南風原店             | 2021年2月  | 沖縄県島尻郡南風原町 | イオン南風原ショッピングセンター内                                                                      |
| イオン名護店               | 2021年3月  | 沖縄県名護市         | イオン名護ショッピングセンター内                                                                        |
| イオンモール沖縄ライカム店 | 2021年5月  | 沖縄県中頭郡北中城村 | イオンモール沖縄ライカム内                                                                              |
| 浦添店                     | 不明       | 沖縄県浦添市         | 浦添ショッピングセンター内                                                                              |
| イオン具志川サテライト店   | 不明       | 沖縄県うるま市       | イオン具志川ショッピングセンター内、※おきなわ彩発見キャンペーン開催時の臨時店舗                         |

### その他の店舗
| 店名         | 閉店日    | 所在地                 | 備考                                              |
| ------------ | --------- | ---------------------- | ------------------------------------------------- |
| 与那国営業所 | 2012年2月 | 沖縄県八重山郡与那国町 |                                                   |
| やいま支店   | 2013年3月 | 沖縄県石垣市           | ※石垣市内の店舗を石垣店（現：南ぬ島石垣店）へ統合 |
| 久米島営業所 | 不明      | 沖縄県島尻郡久米島町   |                                                   |
| 多良間営業所 | 不明      | 沖縄県宮古郡多良間村   |                                                   |
| 南大東営業所 | 不明      | 沖縄県島尻郡南大東村   |                                                   |
| 南部支店     | 不明      | 沖縄県豊見城市         |                                                   |
| 浦添支店     | 不明      | 沖縄県浦添市           |                                                   |
| 中部支店     | 不明      | 沖縄県沖縄市           |                                                   |
| 宮古支店     | 不明      | 沖縄県宮古島市         |                                                   |
| 石垣支店     | 不明      | 沖縄県石垣市           |                                                   |